# Аки Каурисмеки
Аки Олави Каурисмеки (фин. Aki Olavi Kaurismäki) Аки Каурисмекиⓘ је фински филмски сценариста и режисер. Рођен је 4. априла 1957. године. Његове филмове одликује специфичан визуелни стил, који подсећа на француске филмове снимљене шездесетих и седамдесетих година 20. века. Радња у филмовима Каурисмекија обично је врло једноставна, а карактерише је атмосферична глума у необичном амбијенту. Готово сви филмови дешавају се у главном граду Финске, Хелсинкију. Специфичан хумор, такође је карактеристика филмова који носе потпис Акија Каурисмекија. Познат је и као велики противник дигиталне кинематографије.

## Каријера
Завршио је студије медија на Универзитету Тампере. Каријеру у филмској индустрији започео је као глумац и коредитељ у филмовима свог брата, Мике Каурисмекија. Свој деби је остварио режирајући филм Злочин и казна, 1983. године. У овом филму адаптирао је чувени роман Фјодора Достојевског. Пажњу светске јавности скренуо је на себе филмом Лењинградски каубоји иду у Америку (1989).
На Каурисмекија су утицали француски редитељи Жан Пјер Мелвил и Роберт Бресон. Поједини аналитичари препознали су у његовим филмовима утицај Рајнера Фасбиндера, што је Каурисмеки демантовао изјавивши да је пар Фасбиндерових остварења погледао тек када је снимио већину својих филмова. Хумор је веома важан у Каурисмекијевим филмовима и може се упоредити са хумором који се провлачи кроз филмове Џима Џармуша. Називају га и „ауторским режисером“, јер у филмовима показује лични поглед на тему филма и уметност уопште. Глума у његовим филмовима је редукована, дијалози су кратки, једноставни, али изречени на беспрекорном финском књижевном језику. Глумци не показују много емоција, ретко се смеју, али нису ни тужни, увек очекују најгоре и готово увек пуше. Једно од Каурисмекијевих правила је да филм не сме бити дужи од 90 минута. Већина његових филмова траје око 70 минута, што је по његовом мишљењу идеална дужина за филм. Све филмове снимио је камером „тридесетпетицом“. Дигиталну кинематографију назива „ђавољим изумом“ и изјавио је да је никада неће користити.

## Награде и протести
Филм Акија Каурисмекија Ариел 1988. приказан је на 16. Московском међународном фестивалу и освојио награду FIPRESCI. Највише похвала и награда Каурисмеки је добио за филм Човек без прошлости, који је освојио Гран при и награду независног жирија на Канском филмском фестивалу 2002. године и био номинован за награду Оскар у категорији Најбољи страни филм 2003. Каурисмеки је одбио да присуствује свечаности доделе Оскара, тврдећи да не жели да борави у земљи која је у ратном сукобу. Његово следеће остварење Светло у сумраку такође је било номиновано за финског кандидата у категорији најбољи страни филм, али је овог пута одбио и саму номинацију, изјавивши да је овај чин протест против стране политике тадашњег председника Сједињених Америчких Држава, Џорџа Буша. Године 2002, Аки Каурисмеки солидарисао се са иранским колегом Абасом Кијаростамијем, који није добио америчку визу за присуство на 40. њујоршком филмском фестивалу и бојкотовао овај фестивал.

## Филмографија

### Документарни филмови
- 1981. Saimaa-ilmiö
- 1994. Total Balalaika Show

### Кратки филмови
- 1986. Rocky VI (8 min)
- 1987. Thru the Wire (6 min)
- 1987. Rich Little Bitch (6 min)
- 1987. L.A. Woman (5 min)
- 1991. Those Were The Days (5 min)
- 1992. These Boots (5 min)
- 1995. Oo aina ihminen (5 min)
- 1996. Välittäjä (4 min)
- 2002. Dogs Have No Hell - епизода у омнибусу Ten Minutes Older: The Trumpet (Десет минута старији: Труба)
- 2004. Bico - епизода у омнибусу Visions of Europe (Визије Европе)
- 2006. The Foundry - епизода у омнибусу To Each His Own Cinema